# تپه پیرامونی چغانرگس
تپه پیرامونی چغانرگس مربوط به مس وسنگ - دوره عیلامیان - دوره اشکانیان است و در شهرستان کرمانشاه، بخش ماهیدشت، دهستان چغانرگس، ۵۰۰ متری شرق چغانرگس واقع شده و این اثر در تاریخ ۷ اسفند ۱۳۸۶ با شمارهٔ ثبت ۲۱۷۳۵ به‌عنوان یکی از آثار ملی ایران به ثبت رسیده است.